# Tour Areva
A Tour Areva (korábbi nevei Tour Framatome, Tour Fiat) egy felhőkarcoló a La Défense párizsi üzleti negyedben. A 184 méter magas épület 1972-1974 között épült és a La Défense harmadik legmagasabb épülete. Az épületet fekete márvány valamint sötétített ablakok borítják. Az építészek állítólag a Stanley Kubrick 2001: Űrodüsszeia című filmje fekete monolitjáról mintázták.